# Guamá (Cuba)
Guamá é uma cidade de Cuba pertencente à província de Santiago de Cuba.